# Leota Lorraine
Leota Lorraine (Kansas City, 14 marzo 1899 – Los Angeles, 9 luglio 1974) è stata un'attrice statunitense che iniziò la sua carriera all'epoca del muto.

## Biografia
Nata nel Missouri, si avvicinò al cinema negli anni dieci, ancora molto giovane, debuttando in un cortometraggio della Essanay. 
Dopo una carriera di comprimaria e di caratterista, all'avvento del sonoro venne relegata a piccoli ruoli di contorno, spesso neppure accreditata. Nel 1934 fu anche controfigura di Mary Boland nel film Quattro persone spaventate.

### Vita privata
Sposata a Robert F. Lakenan Jr., ebbe una figlia di nome Nancy.

## Filmografia
- Rule Sixty-Three, regia di Richard Foster Baker - cortometraggio (1915)
- The Promise, regia di Jay Hunt (1917)
- The Martinache Marriage, regia di Bert Bracken (1917)
- The Girl Who Couldn't Grow Up, regia di Harry A. Pollard (1917)
- Feet of Clay, regia di Harry Harvey (1917)
- La vendetta del giapponese (Her American Husband), regia di E. Mason Hopper (1918)
- Playing the Game, regia di Victor Schertzinger (1918)
- A Daughter of the West, regia di William Bertram (1918)
- The Kaiser's Shadow, regia di R. William Neill (1918)
- Know Your Neighbor, regia di Al Christie - cortometraggio (1918)
- The Finger of Justice, regia di Louis Chaudet (1918)
- Desert Law, regia di Jack Conway (1918)
- Know Thy Wife, regia di Al Christie - cortometraggio (1918)
- The Girl Dodger, regia di Jerome Storm (1919)
- The Pest, regia di Christy Cabanne (1919)
- Be a Little Sport, regia di Scott R. Dunlap (1919)
- Luck in Pawn, regia di Walter Edwards (1919)
- The Loves of Letty, regia di Frank Lloyd (1919)
- The Turning Point, regia di J.A. Barry (1920)
- Her Five-Foot Highness, regia di Harry L. Franklin (1920)
- The Misfit Wife, regia di Edmund Mortimer (1920)
- The Bowery Bishop, regia di Colin Campbell
- Infatuation, regia di Irving Cummings (1925)
- The Woman I Love, regia di George Melford (1929)
- The Captain Hates the Sea, regia di Lewis Milestone (1934)
- Il maggiordomo (Ruggles of Red Gap), regia di Leo McCarey (1935)
- Sprucin' Up, regia di Gus Meins - cortometraggio (1935)
- Coronado, regia di Norman Z. McLeod (1935)
- Una ragazza fortunata (She's Got Everything), regia di Joseph Santley (1937)
- I filibustieri (The Buccaneer), regia di Cecil B. DeMille (1938)
- I segreti di Filadelfia(The Young Philadelphians), regia di Vincent Sherman (1959)